# ケイセル・フレール
ケイセル・フレール・スペンス（Keysher Fuller Spence、1994年7月12日 - ）は、コスタリカ・リモン出身のプロサッカー選手。コスタリカ代表。CSエレディアーノ所属。ポジションは、ディフェンダー。

## 経歴
2019年2月2日、アバイア・スタジアムで行われたアメリカ戦で、コスタリカ代表としてデビューした。
2022年11月27日、アフメドビンアリー・スタジアムで行われた2022 FIFAワールドカップの日本戦で81分に相手のクリアミスを突いてコスタリカ唯一の枠内シュートを決め、コスタリカ史上初の日本戦勝利の立役者のひとりとなった。

## 代表歴

### 出場大会
- コスタリカ代表
  - 2022 FIFAワールドカップ

### 試合数
- 国際Aマッチ 37試合 3得点（2019年-）[3]

| コスタリカ代表 | 国際Aマッチ | 国際Aマッチ |
| 年             | 出場        | 得点        |
| -------------- | ----------- | ----------- |
| 2019           | 7           | 1           |
| 2020           | 1           | 0           |
| 2021           | 14          | 1           |
| 2022           | 12          | 1           |
| 2023           | 3           | 0           |
| 通算           | 37          | 3           |

### 得点
| # | 日時           | 場所       | 対戦相手       | スコア | 結果  | 大会                                           |
| - | -------------- | ---------- | -------------- | ------ | ----- | ---------------------------------------------- |
| 1 | 2019年3月27日  | サンホセ   | ジャマイカ     | 1 – 0  | 1 - 0 | 親善試合                                       |
| 2 | 2021年10月13日 | コロンバス | アメリカ合衆国 | 1 – 0  | 1 - 2 | 2022 FIFAワールドカップ・北中米カリブ海3次予選 |
| 3 | 2022年11月27日 | ライヤーン | 日本           | 1 - 0  | 1 - 0 | 2022 FIFAワールドカップ                        |